# Centro de Redes Sismológicas de China
El Centro de Redes Sismológicas de China (CRSC) (en chino simplificado: 中国 地震 台 网 中心: pinyin: Zhōngguó dìzhèn tái wǎng Zhongxin) es una institución dependiente de la Oficina Sismológica de la República Popular China.
Es uno de los centros más importantes de la red de reducción de desastres sísmicos de China y base de información para la comunidad internacional. Es responsable de la orientación operativa y la gestión de la red sísmica nacional, la predicción de terremotos a corto plazo, la recopilación de datos de terremotos, el procesamiento de informes, la gestión de revistas científicas, operaciones de construcción sismológica, investigación tecnológica y respuesta de emergencia y de socorro, incluida la sede de ayuda para terremotos del Consejo de Estado de la República Popular China.